# Urophora melanops
Urophora melanops
 es una especie de insecto del género Urophora de la familia Tephritidae del orden Diptera. 
Steyskal la describió científicamente por primera vez en el año 1979.